# Monaco op de Olympische Zomerspelen 1988
Monaco nam deel aan de Olympische Zomerspelen 1988 in Seoel, Zuid-Korea. Ook de dertiende deelname van het vorstendom aan de Olympische Zomerspelen bleef zonder medailles.

## Deelnemers en resultaten

### Atletiek
| Olympiër      | Discipline | Resultaat | Prestatie               |
| ------------- | ---------- | --------- | ----------------------- |
| Gilbert Bessi | 100m (m)   | 100e      | serie 10: 8ste in 11,55 |

### Boogschieten
| Olympiër      | Discipline      | Resultaat | Prestatie                         |
| ------------- | --------------- | --------- | --------------------------------- |
| Gilles Cresto | individueel (m) | 65e       | open ronde: 65ste met 1180 punten |

### Judo
| Olympiër         | Discipline | Resultaat | Prestatie                                           |
| ---------------- | ---------- | --------- | --------------------------------------------------- |
| Gilles Pages     | -60kg (m)  | 20e       | 1ste ronde: vrij 2de ronde: V van BRA Pessoa: ippon |
| Eric-Louis Bessi | -86kg (m)  | 33e       | 1ste ronde: vrij 2de ronde: V van COL Medina: ippon |

### Schermen
| Olympiër        | Discipline | Resultaat | Prestatie                                   |
| --------------- | ---------- | --------- | ------------------------------------------- |
| Olivier Martini | sabel (m)  | 30e       | 1ste ronde groep E: 6de met 0 overwinningen |

### Schietsport
| Olympiër               | Discipline          | Resultaat | Prestatie                                        |
| ---------------------- | ------------------- | --------- | ------------------------------------------------ |
| Fabienne Diato-Pasetti | 10m luchtgeweer (v) | 30e       | kwalificatie: 43ste met 375 punten (95-93-94-93) |

### Wielersport
| Olympiër        | Discipline       | Resultaat | Prestatie |
| --------------- | ---------------- | --------- | --------- |
| Stéphane Operto | wegwedstrijd (m) | 106e      | 4:46.42   |

### Zeilen
| Olympiër           | Discipline     | Resultaat | Prestatie                              |
| ------------------ | -------------- | --------- | -------------------------------------- |
| Didier Gamerdinger | divisie II (m) | 32e       | 228,0 punten: (39-32-26-30-DNF-33-32)  |
| Philippe Battaglia | finn (m)       | 30e       | 198,0 punten: (28-29-24-25-DNF-PMS-22) |

Afghanistan · Algerije · Amerikaanse Maagdeneilanden · Amerikaans-Samoa · Andorra · Angola · Antigua en Barbuda · Argentinië · Aruba · Australië · Bahama’s · Bahrein · Bangladesh · Barbados · België · Belize · Benin · Bermuda · Bhutan · Birma · Bolivia · Bondsrepubliek Duitsland · Botswana · Brazilië · Britse Maagdeneilanden · Brunei · Bulgarije · Burkina Faso · Canada · Centraal-Afrikaanse Republiek · Chili · China · Chinees Taipei · Colombia · Congo-Brazzaville · Cookeilanden · Costa Rica · Cyprus · Denemarken · Djibouti · Dominicaanse Republiek · Duitse Democratische Republiek · Ecuador · Egypte · El Salvador · Equatoriaal-Guinea · Fiji · Filipijnen · Finland · Frankrijk · Gabon · Gambia · Ghana · Grenada · Griekenland · Groot-Brittannië · Guam · Guatemala · Guinee · Guyana · Haïti · Honduras · Hongarije · Hongkong · Ierland · IJsland · India · Indonesië · Irak · Iran · Israël · Italië · Ivoorkust · Jamaica · Japan · Joegoslavië · Jordanië · Kaaimaneilanden · Kameroen · Kenia · Koeweit · Laos · Lesotho · Libanon · Liberia · Libië · Liechtenstein · Luxemburg · Malawi · Malediven · Maleisië · Mali · Malta · Marokko · Mauritanië · Mauritius · Mexico · Monaco · Mongolië · Mozambique · Nederland · Nederlandse Antillen · Nepal · Nieuw-Zeeland · Niger · Nigeria · Noord-Jemen · Noorwegen · Oeganda · Oman · Oostenrijk · Pakistan · Panama · Papoea-Nieuw-Guinea · Paraguay · Peru · Polen · Portugal · Puerto Rico · Qatar · Roemenië · Rwanda · Saint Vincent en de Grenadines · Salomonseilanden · Samoa · San Marino · Saoedi-Arabië · Senegal · Sierra Leone · Singapore · Soedan · Somalië · Sovjet-Unie · Spanje · Sri Lanka · Suriname · Swaziland · Syrië · Tanzania · Thailand · Togo · Tonga · Trinidad en Tobago · Tsjaad · Tsjecho-Slowakije · Tunesië · Turkije · Uruguay · Vanuatu · Venezuela · Verenigde Arabische Emiraten · Verenigde Staten · Vietnam · Zaïre · Zambia · Zimbabwe · Zuid-Jemen · Zuid-Korea · Zweden · Zwitserland